# USS Wickes (DD-75)
USS Wickes (DD-75) là chiếc dẫn đầu của lớp tàu khu trục mang tên nó của Hải quân Hoa Kỳ được chế tạo trong Chiến tranh thế giới thứ nhất; sau đó được chuyển cho Hải quân Hoàng gia Anh quốc như là chiếc HMS Montgomery (G95) vào đầu Chiến tranh thế giới thứ hai. Nó là chiếc tàu chiến duy nhất của Hải quân Hoàng gia mang cái tên Montgomery.

## Thiết kế và chế tạo
Là chiếc tàu chiến đầu tiên của Hải quân Mỹ được đặt cái tên Wickes nhằm vinh danh Lambert Wickes, nó được đặt lườn vào ngày 26 tháng 6 năm 1917 tại xưởng tàu của hãng Bath Iron Works ở Bath, Maine; được hạ thủy vào ngày tháng 6 năm 1918; được đỡ đầu bởi cô Ann Elizabeth Young Wickes, con gái Tiến sĩ Walter Wickes, hậu duệ của Lambert Wickes, và được đưa ra hoạt động vào ngày 31 tháng 7 năm 1918 dưới quyền chỉ huy của hạm trưởng, Thiếu tá Hải quân John S. Barleon.

## Hoạt động cùng Hải quân Mỹ

### Chiến tranh thế giới thứ nhất
Sau một giai đoạn chạy thử máy ngắn, Wickes khởi hành từ Boston vào ngày 5 tháng 8 và đi đến New York vào ngày 8 tháng 8. Cuối ngày hôm đó, nó lên đường hướng sang quần đảo Anh Quốc hộ tống một đoàn tàu vận tải bao gồm khoảng một tá tàu buôn. Hoàn thành nhiệm vụ, Wickes tách khỏi đoàn tàu cho một chặng dừng ngắn tại Queenstown, Ireland vào ngày 19 tháng 8. Lên đường ngay ngày hôm sau, chiếc tàu khu trục đi đến quần đảo Azore đón hành khách và thư tín tại Ponta Delgada để chuyển về Hoa Kỳ rồi tiếp tục đi đến New York. Sau đó Wickes hộ tống các đoàn tàu vận tải ngoài khơi bờ biển Đông Bắc Hoa Kỳ. Nó rời New York ngày 7 tháng 10 hướng đến Nova Scotia; nhưng đang khi trên đường đi về phía Bắc, thủy thủ đoàn của nó bị nhiễm cúm. Sau khi đi đến Halifax, 30 thành viên thủy thủ đoàn, kể cả hạm trưởng, phải vào bệnh viện trên bờ.
Bệnh cúm đã được đẩy lui trên chiếc tàu khu trục, nhưng vận rủi dường như chưa chịu buông tha Wickes. Nó khởi hành từ New York lúc 17 giờ 48 phút ngày 23 tháng 10, đi trinh sát phía trước chiếc tàu tuần dương bọc thép Pueblo và hộ tống một đoàn tàu buôn vận tải. Lúc 21 giờ 04 phút, Wickes trông thấy một con tàu không rõ lai lịch bên mạn trái có hướng đến va chạm. Nó lập tức đổi hướng và bật hết đèn pha. Khi con tàu lạ không chịu nhường đường, chiếc tàu khu trục phải cho chạy lùi hết mức và ra lệnh báo động. Lúc 21 giờ 10 phút, chỉ sau phút kể từ khi phát hiện, mũi của con tàu lạ đâm vào lườn trái của Wickes, gây hư hại nặng phần trước thân tàu. May mắn là không có thương vong về người; và việc ngập nước được kiểm soát do các vách ngăn đã chịu đựng được. Danh tính của con tàu lạ vẫn không thể xác định. Sau khi động cơ ngừng hoạt động lúc 21 giờ 12 phút, thủy thủ đoàn của Wickes kiểm soát được hư hỏng và đưa được con tàu quay trở lại Xưởng hải quân New York, đến nơi lúc 04 giờ 53 phút ngày 24 tháng 10.
Trong khi con tàu được sửa chữa tại đây, việc ký kết Thỏa thuận Đình chiến vào ngày 11 tháng 11 năm 1918 đã đưa đến kết thúc chiến tranh. Tổng thống Woodrow Wilson đi sang Châu Âu trên chiếc George Washington, và Wickes đã phục vụ trong thành phần hộ tống cho con tàu của Tổng thống, khởi hành từ New York vào ngày 4 tháng 12 năm 1918 để hướng đến Brest, Pháp.

### 1918-1922
Wickes sau đó đi đến các cảng Bắc Âu vào cuối năm 1918, viếng thăm Hamburg và Stettin, Đức cùng Harwich, Anh. Trong chuyến đi châu Âu này, đang khi neo đậu tại Hamburg vào ngày 3 tháng 3 năm 1919, chiếc tàu khu trục đã va chạm với chiếc tàu buôn Đức Ljusne Elf. Sau khi được sửa chữa, nó chuyển đến Brest vào tháng 6, và từ đây hộ tống cho George Washington khi nó đưa Tổng thống Wilson quay trở lại Hoa Kỳ.
Sau khi ăn mừng Ngày độc lập Hoa Kỳ 4 tháng 7 năm 1919 ngoài khơi bờ biển Đại Tây Dương, Wickes cùng các tàu chị em được chuyển sang khu vực Thái Bình Dương, băng qua kênh đào Panama vào ngày 24 tháng 7 năm 1919 trong đợt điều động một số lớn tàu chiến từ Đại Tây Dương sang Thái Bình Dương. Cuối năm đó, Trung tá Hải quân William F. Halsey nhận quyền chỉ huy con tàu sau khi nó được đại tu tại Xưởng hải quân Mare Island. Trong vai trò soái hạm của Đội khu trục 10, Wickes hoạt động tại khu vực ngoài khơi bờ Tây cho đến năm 1922, tiến hành các hoạt động thực hành mục tiêu và tập trận thường lệ. Trong bối cảnh cắt giảm chi phí quốc phòng sau khi chiến tranh kết thúc, Wickes được rút biên chế và đưa về lực lượng dự bị tại San Diego, California vào ngày 15 tháng 5 năm 1922.

### 1923-1940
Chiếc tàu khu trục bị bỏ không trong tám năm trước khi nhập biên chế trở lại vào ngày 26 tháng 4 năm 1930. Wickes được chuyển sang Đại Tây Dương và đặt căn cứ tại New York, hoạt động tại khu vực ngoài khơi bờ Đông, thực hiện các chuyến đi huấn luyện cùng với các đơn vị Vùng 3 Hải quân thuộc lực lượng Dự bị Hải quân Hoa Kỳ. Từ ngày 3 đến ngày 18 tháng 2 năm 1931, nó viếng thăm Tampa, Florida nhân dịp Hội chợ bang Florida State và Lễ hội Cướp biển Gasparilla trước khi chuyển đến Mobile, Alabama tham gia lễ hội Thứ Ba Béo. Sang tháng 11, Wickes viếng thăm Bridgeport Connecticut kỷ niệm Ngày đình chiến 11 tháng 11. Đến tháng 4 năm 1932, hai năm sau khi tái biên chế, Wickes trình diện để hoạt động cùng Hải đội Dự bị Luân phiên 20 và sau đó được thuyên chuyển sang Thái Bình Dương.
Từ năm 1933 đến năm 1937, Wickes hoạt động ngoài khơi San Diego dưới quyền chỉ huy của Thiếu tá Hải quân Ralph U. Hyde. Được cho xuất biên chế vào ngày 6 tháng 4 năm 1937, chiếc tàu khu trục ở lại lực lượng dự bị chỉ trong một thời gian ngắn, do hoàn cảnh căng thẳng chính trị gia tăng tại cả châu Âu và Viễn Đông. Chiến tranh nổ ra tại Ba Lan vào ngày 1 tháng 9 năm 1939 khi lực lượng Đức Phát xít xâm chiếm nước này, buộc Anh và Pháp phải tuyên chiến để hỗ trợ. Chiến tranh thế giới thứ hai bắt đầu. Tổng thống Franklin Roosevelt lập tức ra lệnh cho Hải quân thành lập một vùng Tuần tra Trung lập ngoài khơi bờ Đông, trên các lối tiếp cận kênh đào Panama và vịnh Guantanamo cùng các lối tiếp cận vịnh Mexico. Để giúp vào việc tuần tra các vùng biển rộng lớn, Hải quân Mỹ nhanh chóng cho tái hoạt động 77 tàu khu trục và tàu rải mìn.
Wickes được cho tái hoạt động vào ngày 30 tháng 9 năm 1939 dưới quyền chỉ huy của Thiếu tá Hải quân Charles J. Stuart. Trong tháng tiếp theo, chiếc tàu khu trục được trang bị trong khi neo đậu tại căn cứ khu trục dọc theo chiếc Whitney (AD-4). Vào đầu tháng 11, nó chuyển đến ụ tàu ở Xưởng hải quân Mare Island, Vallejo, California. Sau khi quay trở lại San Diego vào ngày 21 tháng 11, Wickes rời khu vực bờ Tây Hoa Kỳ vào ngày 27 tháng 11 hướng đến Panama cùng với đơn vị của nó, Đội khu trục 64. Trên đường đi, nó được chiếc tàu chở dầu Neches (AO-5) tiếp nhiên liệu, và đến Balboa, Panama vào ngày 6 tháng 12. Băng qua kênh đào vào ngày 7 tháng 12, chiếc tàu khu trục đi đến Căn cứ Hải quân Key West, Florida vào ngày 11 tháng 12 và bắt đầu các nhiệm vụ tuần tra trung lập.
Wickes và các tàu chị em luân phiên tuần tra tại eo biển Yucatan giữa bờ biển phía Đông của Cuba và bán đảo Yucatán cùng lối qua lại giữa Florida và bờ biển phía Tây Cuba. Chúng theo dõi các tàu buôn và tàu chiến của Anh Quốc và khối Thịnh Vượng Chung đang truy lùng tàu hàng hoặc tàu khách Đức ở khu vực gần bờ biển châu Mỹ do chiến tranh nổ ra.
Trong chuyến tuần tra đầu tiên, Wickes trông thấy một tàu tuần dương, có thể là HMAS Perth hoặc HMS Orion, lúc 10 giờ 58 phút ngày 14 tháng 12. Chiếc tàu khu trục đã dõi theo chiếc tàu tuần dương, đổi hướng và tốc độ để phù hợp theo đối tượng, cho đến tận đêm. Thả neo ngoài khơi Port Everglades, Florida ngay trước lễ Giáng sinh năm 1939, Wickes ghi nhận tàu khu trục Anh HMS Hereward cần mẫn thực hiện tuần tra cách 12 hải lý ngoài khơi bờ biển Florida từ ngày 23 đến ngày 25 tháng 12.
Wickes quay trở lại Key West vào ngày 30 tháng 12, nhưng chỉ đủ thời gian tiếp nhiên liệu và tiếp liệu trước khi lại lên đường vào ngày 2 tháng 1 năm 1940. Nó tiếp tục tuần tra ngoài khơi bán đảo Yucatán trong một tuần trước khi quay trở lại Key West vào ngày 9 tháng 1. Chuyển sang vịnh Guantanamo không lâu sau đó, Wickes thực tập cùng với các đơn vị tàu chiến lớn của Hải đội Đại Tây Dương từ ngày 24 đến ngày 26 tháng 1 trước khi cùng Đội khu trục 64 khởi hành đi Puerto Cabello, Venezuela vào ngày 26 tháng 1. Đến nơi vào ngày hôm sau, các con tàu thực hiện chuyến viếng thăm cảng kéo dài ba ngày.
Sau khi rời Puerto Cabello, Wickes và các con tàu cùng đội viếng thăm St. Thomas thuộc quần đảo Virgin trước khi gia nhập Đội khu trục 65 ở St. Eustatius, Tây Ấn thuộc Hà Lan vào ngày 6 tháng 2. Ngày hôm sau, hai đội tàu khu trục đã gặp gỡ tàu tuần dương hạng nặng Wichita và Đội khu trục 82; cùng với các đội khu trục 61 và 83 cùng tàu tuần dương hạng nặng Vincennes để hình thành nên "Phân đội Antilles" của Hải đội Đại Tây Dương. Sau khi di chuyển và thực hành trong đội hình, Wickes quay lại vịnh Guantanamo vào ngày 9 tháng 2 trước khi chuyển đến Căn cứ Key West vào ngày 14 tháng 2.
Vào cuối tháng 2, Wickes lại tuần tra eo biển Florida, viếng thăm Dry Tortugas trong quá trình hoạt động. Vào cuối tháng 3, nó thực hiện tuần tra Yucatan. Quay trở lại Key West vào ngày 8 tháng 4 Wickes cặp mạn cùng tàu khu trục Twiggs tại bến tiếp nhiên liệu. Hai con tàu đã va chạm vào nhau làm vỡ tấm che chân vịt của Twiggs cùng thủng một lỗ nhỏ bên trên mực nước của Wickes. May mắn đây chỉ là một hư hại nhẹ, và chiếc tàu khu trục đã có thể trở ra khơi không lâu sau đó, tiến hành chuyến đi trập trận tầm ngắn ngoài khơi Key West trước khi thực hiện một lượt tuần tra Yucatan khác vào giữa tháng 4.
Từ cuối tháng 4 đến giữa tháng 6 Wickes viếng thăm San Juan, Puerto Rico và St. Thomas. Nó rời cảng St. Thomas vào ngày 1 tháng 7 để gia nhập cùng các thiết giáp hạm Texas, Arkansas và New York xế chiều hôm đó để tiến hành thực tập mô phỏng tấn công bằng ngư lôi trong đêm. Sau đó Wickes hoạt động ngoài khơi San Juan trong suốt thời gian còn lại của tháng 7.
Trong khi đó tại châu Âu, Anh Quốc đối mặt với rất nhiều khó khăn. Chiến lược Chiến tranh Chớp nhoáng blitzkrieg của Đức đã loại bỏ Pháp ra khỏi chiến tranh; lực lượng tàu khu trục Anh bị thiệt hại nặng sau thất bại của Chiến dịch Na Uy và cuộc triệt thoái khỏi Dunkirk. Không những thế, tàu ngầm U-boat gây tổn thất lớn cho các đoàn tàu vận tải. Cùng với việc Ý tham chiến vào mùa Hè năm 1940, Anh đối mặt với một mặt trận dài để phòng thủ Địa Trung Hải. Khi đó Thủ tướng Anh Winston Churchill đã kêu gọi đến sự giúp đỡ của Tổng thống Roosevelt; và vào mùa Hè năm 1940 đã đạt được một thỏa thuận giữa Anh Quốc và Hoa Kỳ. Đánh đổi việc 50 tàu khu trục cũ của Hải quân Hoa Kỳ được chuyển cho Hải quân Hoàng gia Anh, Hoa Kỳ được quyền thuê lại trong thời hạn 99 năm một loạt các căn cứ chiến lược trải dài từ Newfoundland đến Guiana thuộc Anh.
Wickes nằm trong số 50 con tàu được chọn để chuyển giao. Vì vậy, sau lượt hoạt động cuối cùng tại vùng biển Caribe, chiếc tàu khu trục quay trở về Key West vào ngày 24 tháng 7 Nó chuyển đến Galveston, Texas vào ngày 27 tháng 7 để đại tu tại xưởng tàu của hãng Todd's Drydock Company và ở lại đây cho đến tháng 8. Wickes cùng với tàu chị em Evans (DD-78) rời Galveston ngày 22 tháng 9, ghé qua Key West, và đi đến Xưởng hải quân Norfolk, Portsmouth, Virginia vào ngày 26 tháng 9. Đến ngày 9 tháng 10, Wickes rời Hampton Roads cùng với Đội khu trục 64, dừng tại Căn cứ Ngư lôi Hải quân, Newport, Rhode Island, không lâu sau đó. Các con tàu băng qua kênh đào Cape Cod trên đường đi đến Provincetown, Massachusetts, và sau khi dừng một chặng ngắn, tiếp tục đi đến Halifax, Nova Scotia, đến nơi vào ngày 16 tháng 10.

## HMSMontgomery
Như một phần của nhóm tàu khu trục thứ năm được chuyển giao cho Anh Quốc và Canada, Wickes được Thủ tướng Canada Mackenzie King và Chuẩn đô đốc Mỹ Ferdinand L. Reichmuth, Tư lệnh lực lượng khu trục Hạm đội Đại Tây Dương thị sát vào ngày 19 tháng 10, vào giai đoạn truyền đạt kiến thức cho thủy thủ đoàn Anh tương lai. Vào ngày 23 tháng 10 năm 1940, Wickes được bàn giao cho Hải quân Hoàng gia Anh. Tên của nó được rút khỏi Đăng bạ Hải quân vào ngày 8 tháng 1 năm 1941. Nó được đưa vào biên chế của Hải quân Hoàng gia cùng ngày 23 tháng 10 như là chiếc HMS Montgomery (G.95), dưới quyền chỉ huy của Thiếu tá Hải quân W. L. Puxley.
Chiếc tàu khu trục trải qua giai đoạn trang bị và làm quen ttrước khi rời vùng biển Canada vào ngày 1 tháng 11 hướng sang quần đảo Anh. Trên đường đi, Montgomery và các tàu chị em cùng đội càn quét qua vùng biển nơi trải qua trận hải chiến giữa chiếc tàu buôn tuần dương vũ trang HMS Jervis Bay và "thiết giáp hạm bỏ túi" Đức Admiral Scheer. Trận chiến một chiều này diễn ra vào ngày 5 tháng 11 khi chiếc tàu chiến Đức tấn công một đoàn tàu vận tải được chiếc tàu buôn vũ trang hộ tống. Jervis Bay đã dũng cảm chặn giữa kẻ cướp và đoàn tàu buôn, giúp cho đồng đội thoát đi trong khi bản thân bị đánh hỏng và chìm. Tuy nhiên, Montgomery không tìm thấy gì, và sau một đợt ngắn truy tìm chiếc "thiết giáp hạm bỏ túi" Đức với mệnh lệnh bám theo vào ban ngày và tấn công vào ban đêm, nó đi đến Belfast, Bắc Ireland vào ngày 11 tháng 11.
Chuyển đến Plymouth, Anh một tuần sau đó, Montgomery được đặt dưới quyền Bộ chỉ huy Tiếp cận phía Tây và đặt căn cứ tại Liverpool. Ngay trong những chuyến tuần tra đầu tiên của nó, Montgomery đã cứu vớt 39 người sống sót từ chiếc tàu chở dầu Scottish Standard bị tàu ngầm Đức U-96 phóng ngư lôi đánh chìm vào ngày 21 tháng 2 năm 1941. Đưa những thủy thủ được cứu vớt lên bờ vào ngày 24 tháng 2, Montgomery tiếp tục các chuyến tuần tra khu vực tiếp cận phía Tây không lâu sau đó.
Chiếc tàu khu trục trải qua đợt sửa chữa tại Barrow-in-Furness từ tháng 4 đến tháng 9, và sau đó được phân về Đội hộ tống 4. Montgomery được cải tiến để phục vụ hộ tống các đoàn tàu buôn khi được cho tháo dỡ ba trong số các khẩu pháo 4 in (100 mm)/50 caliber ban đầu và một trong ba dàn ống phóng ngư lôi để giảm bớt trọng lượng bên trên, lấy chỗ để chứa thêm mìn sâu và trang bị hedgehog (cối chống tàu ngầm). Giờ đây đặt căn cứ tại Greenock, chiếc tàu khu trục hoạt động tại khu vực giữa quần đảo Anh và các cảng Canada cho đến cuối năm 1941. Vào ngày 13 tháng 1 năm 1942, chiếc tàu thủy SS Friar Rock treo cờ Panama bị tàu ngầm Đức U-130 phóng ngư lôi đánh chìm ở cách 100 hải lý về phía Đông Nam mũi Race, Newfoundland. Bốn ngày sau, Montgomery vớt được bảy người sống sót từ con tàu này.
Đến tháng 2 năm 1942, Montgomery được điều về Lực lượng Hộ tống Tại chỗ phía Tây tại Halifax. Cuối năm 1942, chiếc tàu khu trục được Hải quân Hoàng gia Canada mượn trước khi nó lên đường về phía Nam, được sửa chữa tại Xưởng hải quân Charleston vốn kéo dài sang năm tiếp theo 1943. Tiếp nối các hoạt động hộ tống vận tải dọc bờ biển vào tháng 2 năm 1943, Montgomery cứu vớt những người sống sót của chiếc Manchester Merchant, bị tàu ngầm Đức U-628 phóng ngư lôi đánh chìm vào ngày 25 tháng 2 năm 1943, ở cách 390 hải lý ngoài khơi mũi Race.
Chiếc tàu khu trục tiếp tục ở lại cùng Lực lượng Hộ tống Tại chỗ phía Tây cho đến cuối năm 1943, hoạt động ngoài khơi Halifax. Vào ngày 12 tháng 12 năm 1943, nó trợ giúp cho chiếc sà lan Spruce Lake của hãng Bowater-Lloyd Paper Co., và vào ngày 27 tháng 12 đã rời Halifax quay về quần đảo Anh, mang theo các thành viên thủy thủ đoàn sống sót của chiếc tàu khu trục Anh HMS Hurricane bị tàu ngầm Đức U-415 phóng ngư lôi đánh chìm trong đêm Giáng sinh.
Về đến Anh không lâu sau đó, Montgomery được đưa về lực lượng dự bị tại River Tyne vào ngày 23 tháng 2 năm 1944. Được rút khỏi đăng bạ, chiếc tàu kỳ cựu cuối cùng bị tháo dỡ vào mùa Xuân năm 1945, không lâu trước khi chiến tranh kết thúc tại châu Âu.